# مؤتمر تكنولوجيا الدولة
مؤتمر تكنولوجيا الدولة أو كما يدعى (بالإنكليزية:Tech@State) هو اسم سلسلة من المؤتمرات الفصلية التي تديرها وزارة الخارجية الأمريكية التي تجمع عدداً من الأفراد والخبراء في قطاع التكنولوجيا والسياسة الخارجية بهدف استكشاف طرق جديدة لدمج التقنيات في الدبلوماسية والتنمية، تم عقد المؤتمر خلال الفترة التي كان قد عقد فيها مؤتمر ويكيمانيا 2012 في العاصمة واشنطن.